# Cosas imposibles
«Cosas imposibles» es una canción y sencillo del artista argentino Gustavo Cerati, incluida originalmente en su tercer álbum de estudio, titulado Siempre es hoy (2002). Es una de las canciones más exitosas de su carrera como solista. Fue interpretada en vivo por Cerati desde 2002 hasta 2009. La letra fue escrita por Gustavo Cerati y Flavio Etcheto.

## Uso en los medios
- Rebelde Way